# Tatuatge (Star Trek: Voyager)
"Tatuatge" (títol original en anglès "Tatoo") és el novè episodi de la segona temporada i el 25è del total de la sèrie de televisió de ciència-ficció estatunidenca Star Trek: Voyager. La història va ser escrita per Michael Piller i dirigit per Alexander Singer. L'episodi es va emetre originalment a UPN el 6 de novembre de 1995.
Ambientada al segle XXIV, la sèrie segueix les aventures de la tripulació de la Flota Estel·lar i els Maquis de la nau estel·lar USS Voyager després de quedar encallats al Quadrant Delta lluny de la resta de la Federació. En aquest episodi la Voyager investiga possibles fonts d'un material que necessita per continuar el seu viatge de tornada a casa i Chakotay (Robert Beltran) troba misteriosament un símbol conegut per la tribu nativa americana de la seva família a la Terra.
Aquest episodi de televisió té com a estrella convidada l'actor Douglas Spain com a jove Chakotay, així com diverses altres estrelles convidades per a les seqüències de salts enrere i els habitants d'exoplanetes. De tornada a "Voyager", l'holograma del Doctor explora les malalties humanes per ser un millor metge.

## Argument
Liderant un equip visitant cap a una lluna deshabitada, Chakotay (Robert Beltran) es troba amb un símbol familiar dibuixat a terra. Té un salt enrere i recorda haver vist un símbol similar dibuixat per la seva tribu natius americans a la Terra quan era un nen (Douglas Spain). Tuvok (Tim Russ) intenta preguntar-li sobre això, però ell es resisteix a parlar-ne amb ell. Tot i això, explica a la Capitana Janeway (Kate Mulgrew) el seu descobriment, i tots dos troben un rastre de conformitat que s'allunya de la lluna fins a un planeta. Decideixen investigar, tant per perseguir el misteri del símbol com perquè el planeta conté minerals útils. Els esforços per arribar al planeta es veuen inexplicablement obstaculitzats. Tempestes aïllades es formen instantàniament quan la tripulació intenta baixar en un transportador, i quan agafen una llançadora, es desenvolupen tempestes més intenses, cosa que dificulta l'aproximació. Quan finalment aterren, Neelix (Ethan Phillips) és atacat per un falcó i ha de ser transportat de tornada a la nau. Chakotay té més salts enrere i recorda haver caminat per una selva tropical a la Terra amb el seu pare (Henry Darrow) en un intent de localitzar la seva tribu ancestral.
D'adolescent, no havia estat receptiu a l'experiència, dient al seu pare que el seu llegat no era important i que haurien d'abraçar el segle XXIV en lloc de centrar-se en el seu passat. L'equip de la "Voyager" descobreix estructures similars a les que Chakotay i el seu pare van descobrir durant el seu viatge. Chakotay creu que els habitants locals els estan observant i ordena a l'equip visitant que deposin les armes per deixar clar que no són una amenaça. Recorda que el seu pare va fer el mateix, i que la gent de l'arbre de cautxú que el seu pare buscava va emergir del bosc. Una tempesta apareix del no-res i la tripulació es veu obligada a teletransportar-se a la "Voyager". Chakotay perd la seva insígnia de comunicació i queda atrapat a la superfície. Es posa roba nativa que troba a terra i va a buscar els habitants del planeta. Mentrestant, la capitana Janeway decideix fer aterrar la "Voyager" per buscar el seu comandant desaparegut. Igual que amb la llançadora, es forma una tempesta quan comencen la seqüència d'aterratge. La tempesta ràpidament creix fins a la força d'un cicló, posant la "Voyager" en un curs extrem incontrolable.
Al planeta, Chakotay s'esmuny a través d'una barrera antillamps per entrar a una cova per protegir-se i s'enfronta a la població local. Porten el mateix tatuatge que Chakotay, que explica que el porta en honor del seu pare, com ho feia el seu pare abans d'ell. Els habitants locals descriuen com van fer un regal als avantpassats de Chakotay per protegir i cuidar el planeta, però creien que havien estat erradicats per altres humans. Així, els "esperits del cel" creien que les veritables intencions de la "Voyager" eren buscar-los i destruir-los i que havien estat responsables de les diverses tempestes que van trobar. Chakotay els convenç que els humans han après dels seus errors i realment han vingut en pau. Dissipen la tempesta al voltant de la "Voyager" només uns segons abans que la nau s'hagués estavellat contra el planeta. Per primera vegada a la seva vida, Chakotay sent una connexió amb la seva gent.
En una subtrama menor, el Doctor (Robert Picardo) vol demostrar a la tripulació que les malalties lleus no han d'inhibir la feina. Es programa una grip simulada per a ell mateix perquè serveixi d'exemple a la resta de la tripulació. Tanmateix, Kes (Jennifer Lien) la programa perquè duri més del que espera, per tal de demostrar-li que les persones malaltes mereixen compassió, i es converteix en un pacient terrible, suplicant a la resta de la tripulació que el cuidi.

## Producció
Després que l'equip de guionistes comprés el concepte inicial de "Tatuatge", van lluitar durant molt de temps per fer-lo funcionar, i es va abandonar durant un temps. Quan l'escriptor Michael Piller el va ressuscitar, va utilitzar el guió per fer un comentari a la resta de guionistes sobre el ritme: "Tatuatge va ser escrit amb una mena de fúria ... just enmig de la meva batalla sobre el ritme. Em vaig proposar demostrar que hi havia una manera de contar històries sense escriure escenes llargues i vaig lliurar un guió que tenia 190 o 200 escenes. Mireu tots els nivells amb què tracteu: salts enrere, un misteri, una cultura i un tema històric; hi passen tantes coses."
La història en què el Doctor es posa malalt intencionadament va ser suggerida per l'actor que l'interpreta, Robert Picardo. Va declarar: "Primer vaig proposar aquesta idea a Jeri Taylor i després a Michael Piller. Com que no tenia cap interès a escriure jo mateix, ho feia només perquè pensava que seria divertit actuar... Michael va agafar aquest germen d'idea i va crear una gran història B, i va agrair molt el meu suggeriment."
El falcó que va atacar Neelix va crear problemes, ja que l'episodi es va rodar in situ. El mestre de la propietat Alan Sims va recordar que "el falcó va veure un corb i el va perseguir en la direcció oposada. Va trigar hores a trobar-lo. El retard va ser un malson".

## Actors convidats
- Henry Darrow - Kolopak
- Richard Fancy - Alien
- Douglas Spain - Jove Chakotay
- Nancy Hower - Alferes Samantha Wildman
- Richard Chaves - Cap
- Kaiyoti - Escolta nadiu
- Joseph Palmas - Antonio

## Recepció
Robert Beltran, l'actor que interpreta Chakotay, va quedar molt satisfet amb l'episodi. Va afirmar que "va ser un episodi molt personal (amb el qual) em vaig identificar en un parell de nivells diferents. Per exemple, a l'episodi, Chakotay diu: 'No entenc la llengua antiga del meu poble', i el meu castellà és passable, però sempre revelo que encara no sóc capaç de participar plenament en converses amb el meu propi poble. Així que molts elements d'aquella història van ressonar molt amb mi".
"Tatuatge" té una qualificació de 6,8/10 a TV.com el 2018. L'episodi es va emetre per primera vegada el 6 de novembre de 1995 i va rebre una qualificació Nielsen de 5,8 punts.